# Santi Biagio e Carlo ai Catinari (församling)
Santi Biagio e Carlo ai Catinari är en församling i Roms stift.
Till församlingen Santi Biagio e Carlo ai Catinari hör följande kyrkobyggnader:
- San Carlo ai Catinari
- San Giuliano dei Fiamminghi
- San Paolo alla Regola
- San Salvatore in Onda
- San Tommaso ai Cenci
- Sant'Andrea della Valle
- Sant'Ivo alla Sapienza
- Santa Barbara dei Librai
- Santa Maria del Pianto
- Santa Maria in Monticelli
- Santissimo Sudario all'Argentina
- Gesù Nazareno all'Argentina
- San Salvatore in Campo
- Santa Maria in Publicolis
- Santissima Trinità dei Pellegrini